# NGC 225
NGC 225 là một cụm sao mở trong chòm sao Tiên Hậu. Nó nằm cách Trái Đất khoảng 2100 năm ánh sáng.